# Nitram
Nitram è un film del 2021 diretto da Justin Kurzel.
È ispirato alla vita di Martin Bryant, autore del massacro di Port Arthur, ma non mostra l'avvenimento né si riferisce a lui per nome, usando invece l'anagramma Nitram, per evitare qualsiasi estetizzazione della violenza reale. È stato presentato in concorso al 74º Festival di Cannes, dove Caleb Landry Jones ha vinto il premio per il miglior attore.

## Produzione
Le riprese si sono tenute a Geelong, nello stato di Victoria, invece che in Tasmania, sito del massacro, per evitare proteste da parte dei locali. Il film non ha ricevuto finanziamenti statali, un fatto definito "insolito" da Variety per quanto riguarda il cinema australiano.

## Promozione
Il trailer del film è stato diffuso online il 7 luglio 2021.

## Distribuzione
È stato presentato in anteprima il 16 luglio 2021 in concorso alla 74ª edizione del Festival di Cannes.

## Riconoscimenti
- 2021 - Festival di Cannes[2][3]
  - Prix d'interprétation masculine a Caleb Landry Jones
  - In concorso per la Palma d'oro